# Tina Richter-Vietor
Tina Richter-Vietor (* 1975 in Aachen; † 4. August 2007 in Schenefeld bei Hamburg) war eine deutsche Vielseitigkeitsreiterin. Sie verunglückte bei den deutschen Meisterschaften der Vielseitigkeitsreiter 2007 tödlich.

## Erfolge
Die bei ihrem Tod erst 32-jährige Reiterin war mit Anna Junkmann, Franziska Roth und Sandra Auffarth für den Pferdesportverband Weser-Ems amtierende deutsche Mannschaftsmeisterin, zweimal Dritte bei den Europameisterschaften der Jungen Reiter und 2002 Europameisterin der Ländlichen Reiter.

## Unfall
Am zweiten Hindernis der Zwei-Sterne-Prüfung des Rahmenprogramms blieb Richter-Vietor mit ihrem neun Jahre alten Wallach Paulchen Panther hängen und stürzte so schwer, dass sie an den Folgen des Sturzes starb. Die Meisterschaften, die gleichzeitig auch Weltcup-Qualifikation waren, wurden daraufhin abgebrochen.